# Xylotrechus cuneipennis
Xylotrechus cuneipennis är en skalbaggsart som först beskrevs av Ernst Gustav Kraatz 1879.  Xylotrechus cuneipennis ingår i släktet Xylotrechus och familjen långhorningar. Inga underarter finns listade i Catalogue of Life.